# Dere viridipennis
Dere viridipennis är en skalbaggsart som beskrevs av J. Linsley Gressitt och Yves Rondon 1970. Dere viridipennis ingår i släktet Dere och familjen långhorningar.
Artens utbredningsområde är Laos. Inga underarter finns listade i Catalogue of Life.